# Strzeleczki
Strzeleczki (in tedesco Strehlitz) è un comune rurale polacco del distretto di Krapkowice, nel voivodato di Opole.
Ricopre una superficie di 117,26 km² e nel 2006 contava 7 938 abitanti.
Nel comune vige il bilinguismo polacco/tedesco.